# Éléonor-Zoa Dufriche de Valazé
Éléonor Bertrand Anne Christophe Zoa Dufriche, Baron de Valazé (* 12. Februar 1780 auf Château des Genettes bei Essay, Département Orne; † 26. März 1838 in Nizza, Département Alpes-Maritimes) war ein französischer General der Genietruppen.

## Leben
Dufriche de Valazé war der Sohn des Juristen Charles Éléonor Dufriche de Valazé (1751–1793) und dessen Ehefrau Anne Charlotte de Broé (1752–1814). Seinen ersten Unterricht erhielt Dufriche de Valazé durch Hauslehrer, später dann schickte ihn die Familie für seine militärische Ausbildung an ein Lycée militaire (Kadettenanstalt). Dort wurde Dufriche de Valazé zum absoluten Anhänger Napoleon Bonapartes und macht wie sein Vorbild schnell Karriere.
Erst nach der Schlacht bei Paris (1814), als Napoleon in die Verbannung auf die Insel Elba geschickt wurde, wandte sich Dufriche de Valazé von ihm ab und begann die Bourbonen zu unterstützen. Als aber Napoleon aus der Verbannung zurückkehrte und die „Herrschaft der Hundert Tage“ begann, schloss er sich sofort wieder seinem Kaiser an.
Am 8. Oktober 1819 heiratete Dufriche de Valazé Louise Suzanne Millot († 1865). Während dieser Zeit war er für kurze Zeit als Abgeordneter der Regionalregierung tätig.
Die Umstrukturierungen der Armee anlässlich der Restauration überstand Dufriche de Valazé und bis zur Julirevolution von 1830 hoffte er auf die Rückkehr der Bonapartisten an die Macht. Während dieser Zeit lebte er in der Nähe von Nizza, wo er zurückgezogen als Schriftsteller reüssierte. Mit 58 Jahren starb Dufriche de Valazé in Nizza und fand dort auch seine letzte Ruhestätte.

## Ehrungen
- Sein Name – VALAZÉ – findet sich am südlichen Pfeiler (29. Spalte) des Triumphbogens am Place Charles-de-Gaulle (Paris)

## Schriften (Auswahl)
Als Autor
- Fortifications de Paris. 1829.
- Du système à suivre pour mettre cette capitale en état de defense. 1833.
- Le genie militaire. 1835.

Als Herausgeber
- Sébastien Le Prestre de Vauban: Sur la défense des places fortes. 1829.